# Шамкірська ГЕС
Шамкірська ГЕС – гідроелектростанція в Азербайджані. Знаходячись між Ортачальською ГЕС (18 МВт,вище по течії у Грузії) та Єникендською ГЕС, входить до складу каскаду на річці Кура (басейн Каспійського моря). 
В межах проекту річку перекрили земляною греблею висотою 70 метрів, довжиною 4560 метрів та шириною по гребеню 10 метрів. Вона утримує водосховище з площею поверхні 116 км2 і об’ємом 2677 млн м3 (корисний об’єм 1425 млн м3), в якому припустиме коливання рівня поверхні у операційному режимі між позначками 143,5 та 158 метрів НРМ (під час повені до 159,9 метра НРМ).
Пригреблевий машинний зал обладнали двома турбінами типу Каплан потужністю по 195 МВт (номінальна потужність станції рахується як 380 МВт), які використовують напір у 47,5 метра та забезпечують виробництво 900 млн кВт-год електроенергії на рік.